# St. Johannes Baptist und Maria Magdalena (Mühlhausen)

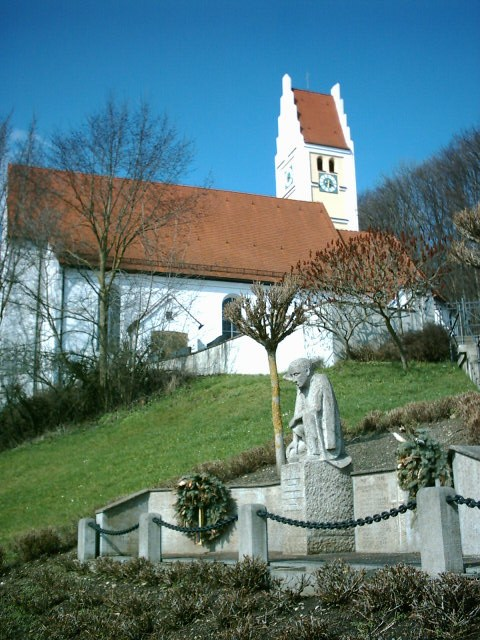
Kirche in Mühlhausen mit Kriegerdenkmal im Vordergrund

Die katholische Pfarrkirche St. Johannes Baptist und Maria Magdalena in Mühlhausen, einem Gemeindeteil von Affing im schwäbischen Landkreis Aichach-Friedberg in Bayern, wurde im Kern in spätgotischer Zeit errichtet. Die Kirche am Kirchweg 4 ist ein geschütztes Baudenkmal.
Bei Grabungen 1987/88 konnten zwei Vorgängerbauten aus der Zeit um das Jahr 1000 und um 1200 nachgewiesen werden.
Der heutige Chor und der Turm werden nach 1462 datiert, sie wurden 1776 umgestaltet. Das Langhaus wurde 1987 nach Plänen von Erwin Frey erneuert.
Der Saalbau mit eingezogenem Chor unter einer Stichkappentonne besitzt einen nördlichen Satteldachturm mit Treppengiebeln.